# Comuna Zalujjea, Zbaraj
Zalujjea (în ucraineană Залужжя) este o comună în raionul Zbaraj, regiunea Ternopil, Ucraina, formată din satele Ivașkivți, Liskî și Zalujjea (reședința).

## Demografie
Componența lingvistică a comunei Zalujjea
     Ucraineană (98,64%)
     Rusă (1,36%)
Conform recensământului din 2001, majoritatea populației comunei Zalujjea era vorbitoare de ucraineană (98,64%), existând în minoritate și vorbitori de rusă (1,36%).